# دز (مجموعه تلویزیونی)
دِز (انگلیسی: Des) یک مینی‌سریال سه قسمتی درام تلویزیونی بریتانیایی است که بر اساس دستگیری دنیس نیلسن قاتل زنجیره‌ای اسکاتلندی در سال ۱۹۸۳، پس از کشف بقایای انسانی که باعث مسدود شدن مجرای فاضلاب در نزدیکی خانه‌اش بود، ساخته شده‌است. این سریال برای اولین بار در ۱۴ سپتامبر ۲۰۲۰ پخش شد.

## بازیگران
- دیوید تننت در نقش دنیس نیلسن، قاتل زنجیره ای
- دنیل میز در نقش کارآگاه پیتر جی، بازرس ارشد
- جیسون واتکینز در نقش برایان مسترز زندگینامه نویس
- ران کوک در نقش DSI Geoff Chambers
- بری وارد در نقش DI استیو مک کاسکر
- داک براون در نقش دی سی برایان لاج
- راس اندرسون در نقش داگلاس استوارت، یکی از قربانیان تلاش برای قتل
- لوری کیناستون در نقش کارل استوتور، یکی از قربانیان تلاش برای قتل
- جیمی پارکر در نقش آلن گرین کیو سی، وکیل دادگستری
- پیپ تورنس در نقش ایوان لارنس کیو سی، وکیل مدافع محاکمه
- کن بونز در نقش قاضی دیوید کروم-جانسون، قاضی محاکمه
- برونا واو در نقش شارلوت پروکتور
- ایبینابو جک در نقش لزلی مید

## قسمت‌ها
| شم. | قسمت   | کارگردان    | نویسنده  | تاریخ انتشار اصلی | بریتانیا تعداد بیننده (میلیون) |
| --- | ------ | ----------- | -------- | ----------------- | ------------------------------ |
| ۱   | قسمت۱  | لویس آرنولد | لوک نیل  | ۱۴ سپتامبر ۲۰۲۰   | ۱۱٫۹۵                          |
| ۲   | قسمت ۲ | لویس آرنولد | لوک نیل  | ۱۵ سپتامبر ۲۰۲۰   | ۱۰٫۷۰                          |
| ۳   | قسمت ۳ | لویس آرنولد | کلی جونز | ۱۶ سپتامبر ۲۰۲۰   | ۱۰٫۹۳                          |

## تولید
تولید مجموعه در نوامبر ۲۰۱۹، آغاز شد. این درام نهمین سریال از سری مینی‌سریال‌های ITV است که پرونده‌های قتل بدنام بریتانیا که در دو قرن اخیر اتفاق افتاده است را دنبال می‌کند.

## بازخورد

### رتبه‌بندی‌ها
قسمت اول ۵٫۴ میلیون بیننده داشت. اوج آن ۵٫۹ بود و نزدیک به یک سوم بینندگان در زمان پخش آن را تماشا می‌کردند.
این سریال با استقبال خوبی از سوی منتقدان مواجه شد و به عنوان یک درام حساس و ظریف توصیف شد که واقعیت تیره و تاریک نارسیست هیولایی را نشان می‌دهد. عملکرد تننت بی نقص و از بهترین بازی‌های او توصیف شد.
در وبگاه راتن تومیتوز امتیاز ۸۹٪ کسب کرد. نظر منتقدان این وب‌سایت می‌گوید: «دز یک درام جنایی واقعی با فیلم‌نامه‌نویسی هوشمندانه و به اندازه کافی وهم‌آور است که با اجرای هیجان‌انگیز دیوید تننت تثبیت شده‌است».

### جوایز
در سال ۲۰۲۱، دیوید تننت برنده جایزه بین‌المللی امی بهترین بازیگر مرد، در چهل و نهمین دوره جوایز بین‌المللی امی، برای بازی در این مجموعه شد.